# Dawka śmiertelna
Dawka śmiertelna (ang. lethal dose, LD, łac. dosis letalis) – oznaczenie toksyczności danej substancji lub szkodliwości promieniowania jonizującego. Wartość LD oznacza dawkę potrzebną do spowodowania śmierci określonego procenta badanych zwierząt określonego gatunku po jej wchłonięciu daną drogą. Dawkę śmiertelną zapisuje się zazwyczaj jako:
LDx dawka (zwierzę, droga)
gdzie:
x – procent badanych zwierząt, które zmarły;
dawka – dawka wchłoniętej substancji, wyrażona najczęściej w miligramach na kilogram masy ciała (mg/kg), lub promieniowania – w siwertach (Sv) lub grejach (Gy);
zwierzę – gatunek zwierzęcia poddanego testom;
droga – droga, którą substancja została podana, np. doustnie (o., per os), dożylnie (iv.), poprzez inhalację (inh.).
Gdy informacje o zwierzęciu i drodze podania nie są podane, przyjmuje się, że badania wykonano na szczurach, którym substancję podano drogą pokarmową.
W przypadku substancji toksycznych najczęściej stosuje się oznaczenie LD50. Jest to wartość umowna i ma znaczenie głównie przy porównywaniu toksyczności kilku substancji. Innym parametrem jest LDLo (ang. lowest lethal dose), czyli najniższa dawka śmiertelna (wyznaczona eksperymentalnie lub wynikająca z opisów przypadków zatruć). 
Stosowany jest też parametr  lub TDLo (ang. toxic dose low), czyli najniższa opublikowana dawka toksyczna, która niekoniecznie oznacza dawkę śmiertelną.
Za dawkę śmiertelną przy określaniu szkodliwości promieniowania jonizującego uznaje się taką dawkę, która spowoduje zgon w ciągu kilku tygodni od napromieniowania (także natychmiastowy). Najczęściej stosowane są oznaczenia LD50 i LD100:
- LD50 – dawka powodująca zgon połowy napromieniowanych osobników w ciągu 30 dni w wyniku jednorazowego napromieniowania całego ciała (dla ludzi na poziomie 4–4,5 Sv);
- LD100 – dawka powodująca zgon wszystkich napromieniowanych osobników w ciągu 30 dni w wyniku jednorazowego napromieniowania całego ciała (dla ludzi na poziomie 6–7 Sv; dawka większa powoduje zgon w ciągu kilku dni lub godzin)[3].

## Przykłady dla wartości LD50

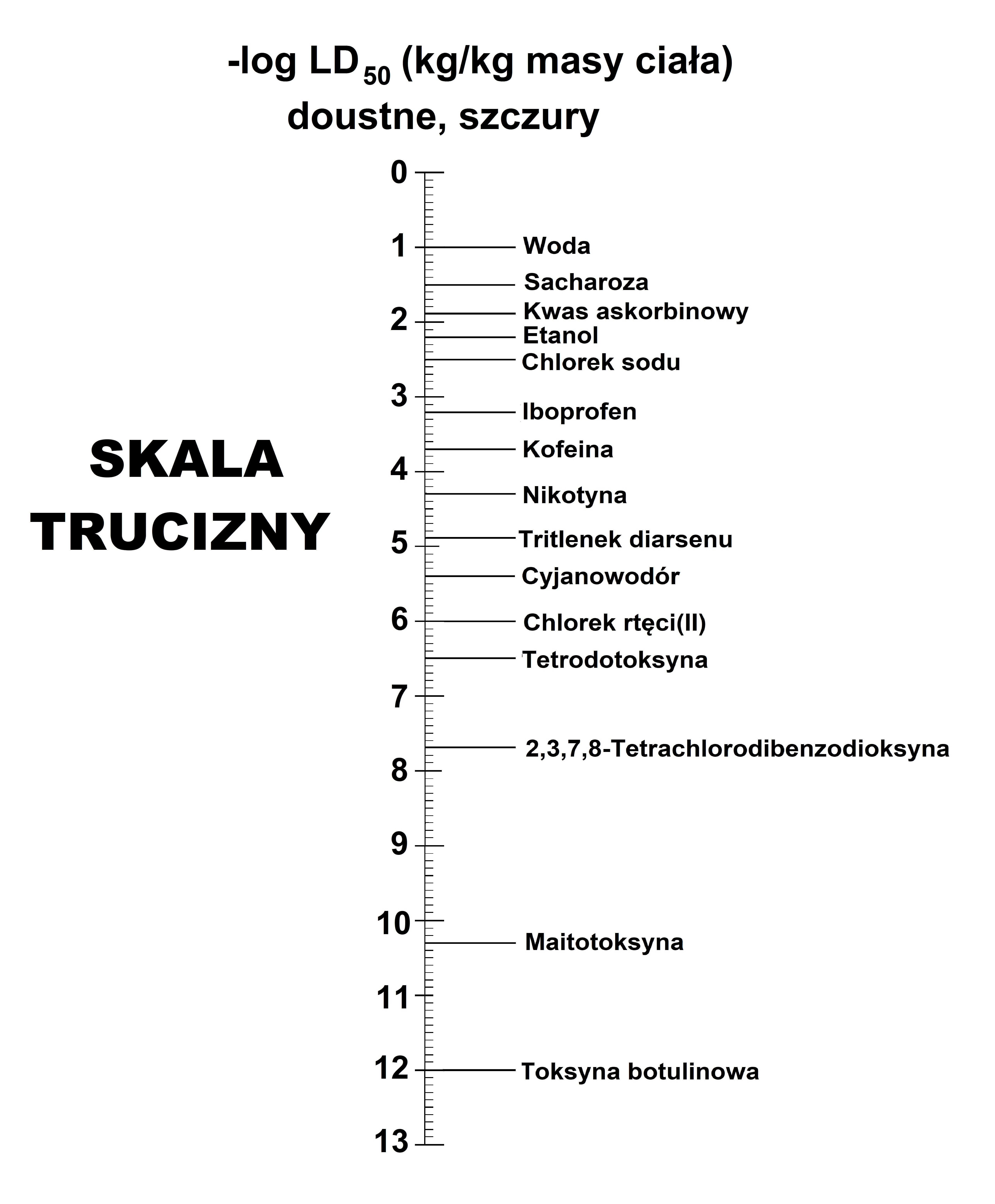
Skala Trucizny

Dane podano dla szczurów i spożycia doustnego.
- LD50 Woda: 90000 mg/kg
- LD50 Sacharoza: 30000 mg/kg
- LD50 Kwas askorbinowy: 12000 mg/kg
- LD50 Etanol: 7060 mg/kg
- LD50 Chlorek sodu: 3000 mg/kg
- LD50 Ibuprofen: 900 mg/kg
- LD50 Kofeina: 192 mg/kg
- LD50 Nikotyna: 50 mg/kg
- LD50 Tritlenek diarsenu: 14 mg/kg
- LD50 Cyjanowodór: 3,7 mg/kg
- LD50 Chlorek rtęci(II): 1 mg/kg
- LD50 Tetrodotoksyna: 60 mg/kg
- LD50 2,3,7,8-Tetrachlorodibenzodioksyna: 0,020 mg/kg
- LD50 Maitotoksyna: 0,00005 mg/kg
- LD50 Toksyna botulinowa: 0,000001 mg/kg

Przedstawienie wartości LD50 w postaci logarytmicznej może uprościć porównanie różnych wartości.